# Aoba tosta
Aoba tosta är en fjärilsart som beskrevs av Sergius G. Kiriakoff 1965. Aoba tosta ingår i släktet Aoba och familjen tandspinnare. Inga underarter finns listade i Catalogue of Life.